# آموزشکده فنی و حرفه‌ای پسران شماره یک کرمانشاه
دانشگاه فنی و حرفه‌ای کرمانشاه یکی از دانشگاه‌های دولتی ایران و شعبۀ دانشگاه ملی مهارت در استان کرمانشاه است. پردیس اصلی و ساختمان اداری این دانشگاه در جنوب غربی شهر کرمانشاه و در خیابان کسرا قرار دارد. این دانشگاه یکی از مراکز آموزش عالی از نوع دانشگاه‌های با مأموریت مهارت محور تحت نظر وزارت علوم، تحقیقات و فناوری است.
دانشگاه فنی و حرفه‌ای دانشجویان خود را از بین دانش آموختگان دوره متوسطه نظام جدید هنرستان‌های فنی و حرفه‌ای و شاخه کار و دانش و همچنین فارغ‌التحصیلان دوره چهار ساله نظام قدیم هنرستان‌ها انتخاب می‌نماید. با مصوبه جدید وزارت علوم، تحقیقات و فناوری فارغ التحصبلان ریاضی فیزیک، تجربی، علوم انسانی و هنر می توانند در بعضی از رشته های این دانشگاه ادامه تحصیل نمایند. این دانشگاه برای ساماندهی و آمایش منطقه‌ای آموزش های مهارتی هدف‌ذاری شده‌است.

## تاریخچه
دانشگاه فنی و حرفه‌ای استان کرمانشاه در سال ۱۳۴۶ با نام انستیتو تکنولوژی با دو رشتۀ ساختمان و الکتروتکنیک  آغاز به کار کرد. 
این دانشگاه در ابتدا تحت عنوان «مجتمع آموزش عالی پیامبر اعظم» زیر مجموعۀ وزارت آموزش و پرورش بود. در سال ۱۳۹۰ با مصوبۀ مجلس شورای اسلامی به «دانشگاه فنی و حرفه‌ای» تغییر نام داد و با تمام اختیارات و امکانات به وزارت علوم، تحقیقات و فناوری پیوست. 
در تاریخِ ۱۴۰۳/۰۶/۰۶ رییس جمهور وقت دکتر مسعود پزشکیان تغییر نام دانشگاه فنی و حرفه ای به دانشگاه ملی مهارت که در شورای عالی انقلاب فرهنگی به‌تصویب رسیده بود، را برای اجرا ابلاغ کرد.
دانشگاه ملی مهارت کرمانشاه در حال حاضر دارای حدود ۵ هزار دانشجوی دختر و پسر در دوره‌های کاردانی و کارشناسی است. 
دانشگاه ملی مهارت کرمانشاه دارای ۴ واحد  فعال در سطح استان است که عبارتند از:
- دانشگاه ملی مهارت واحد شماره ۱ پسران کرمانشاه
- دانشگاه ملی مهارت واحد شماره ۲ پسران کرمانشاه
- دانشگاه ملی مهارت واحد کرمانشاه
- دانشگاه ملی مهارت واحد اسلام‌آباد غرب[۲]

همچنین دو واحد این دانشگاه در سنقروکلیایی و کنگاور که کار ساخت آن‌ها از ۱۳۸۶ آغاز شده‌است هنوز به بهره‌برداری نرسیده‌اند.

## نگارخانه

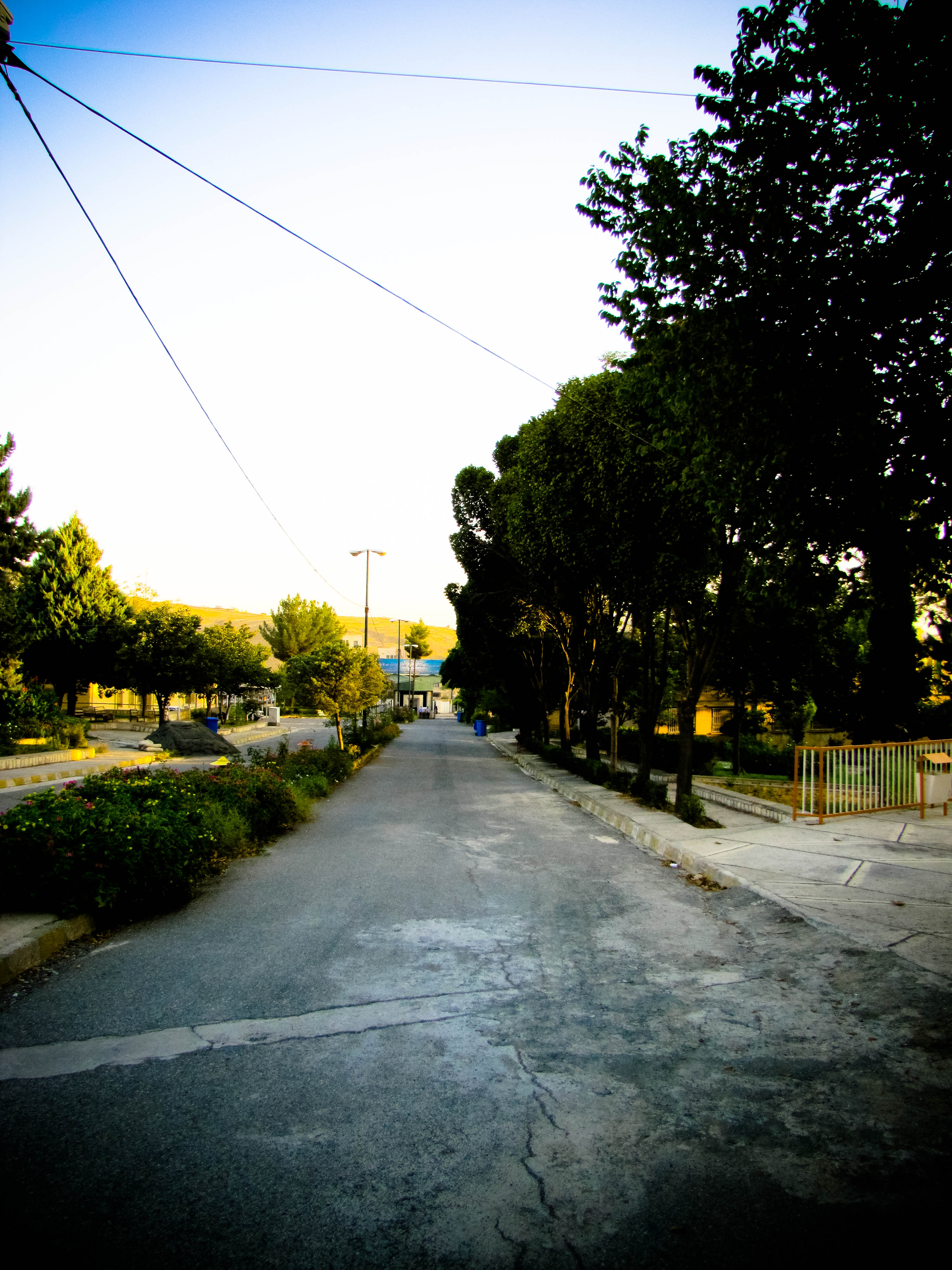
نمای داخلی به سردر

## جستارهای مرتبط
- آموزشکده فنی شماره ۲ پسران کرمانشاه
- دانشکده فنی مهندسی دانشگاه رازی
- هنرستان فنی شهید بهشتی کرمانشاه
- دانشگاه صنعتی کرمانشاه